# Álex Palou
Álex Palou Montalbo (ur. 1 kwietnia 1997) – hiszpański kierowca wyścigowy, dwukrotny mistrz serii IndyCar.

## Życiorys

### Euroformula Open
Po zakończeniu kariery kartingowej Palou przeniósł się do wyścigów samochodów jednomiejscowych w 2014 roku. Wybór padł na Euroformułę Open. Debiutancki sezon okazał się imponujący w wykonaniu Hiszpana. W ciągu szesnastu wyścigów, w których wystartował, jedenastokrotnie stawał na podium, w tym trzykrotnie na jego najwyższym stopniu - na Nürburgringu, Hungaroring i Circuit de Barcelona-Catalunya. Z dorobkiem 242 punktów został sklasyfikowany na trzecim miejscu w klasyfikacji generalnej.

### Seria GP3
W sezonie 2015 trafił do GP3, w której reprezentował barwy hiszpańskiej ekipy Campos Racing. Na przestrzeni sezonu pokazywał szybkość, jednak dobre pozycje w kwalifikacjach w większość przypadków marnował na samym starcie, po problemach ze sprzęgłem. Przełamał się dopiero w Belgii, gdzie sięgnął po pierwsze punkty, zajmując siódmą lokatę. Dokonał tego jeszcze pięciokrotnie. Sezon zakończył zwycięstwem w niedzielnej rywalizacji, na torze Yas Marina w Abu Zabi. Dzięki zdobyciu 51 punktów sezon zdołał zakończyć na 10. miejscu.

## Wyniki

### GP3
| Legenda oznaczeń w tabelach wyników Wyświetl szablon na nowej stronie | Legenda oznaczeń w tabelach wyników Wyświetl szablon na nowej stronie                                                                     |
| Oznaczenie                                                            | Wyjaśnienie |
| --------------------------------------------------------------------- | --- |
| Złoty                                                                 | Zwycięzca lub mistrzostwo |
| Srebrny                                                               | 2. miejsce lub wicemistrzostwo |
| Brązowy                                                               | 3. miejsce lub II wicemistrzostwo |
| Zielony                                                               | Ukończył, punktował (w klasyfikacji generalnej, gdy zdobył co najmniej jeden punkt na przestrzeni sezonu, poza trzema powyższymi opcjami) |
| Niebieski                                                             | Ukończył, nie punktował (w klasyfikacji generalnej, gdy nie zdobył co najmniej jednego punktu na przestrzeni sezonu)                      |
| Czerwony                                                              | Nie zakwalifikował się (NZ) |
| Czerwony                                                              | Nie prekwalifikował się (NPK) |
| Różowy                                                                | Nie ukończył (NU) |
| Różowy                                                                | Niesklasyfikowany (NS) (w klasyfikacji generalnej, gdy nie został sklasyfikowany w żadnym wyścigu sezonu)                                 |
| Czarny                                                                | Zdyskwalifikowany (DK) |
| Czarny                                                                | Wykluczony (WYK/EX) |
| Biały                                                                 | Nie wystartował (NW) |
| Biały                                                                 | Kontuzjowany (K/INJ) |
| Biały                                                                 | Wyścig odwołany (OD/C) |
| Bez koloru                                                            | Został wycofany (WYC/WD) |
| Bez koloru                                                            | Nie przybył (NP/DNA) |
| Bez koloru                                                            | Nie brał udziału w treningach (NT/DNP) |
| Bez koloru                                                            | Nie został zgłoszony (–) |
| Pogrubienie                                                           | Start z pole position |
| Kursywa                                                               | Najszybsze okrążenie wyścigu |
| †                                                                     | Nie ukończył, ale jego rezultat został zaliczony ze względu na przejechanie więcej niż 90% dystansu wyścigu.                              |
| *                                                                     | Sezon w trakcie |
| 1/2/3                                                                 | Punktowana pozycja w sprincie kwalifikacyjnym                                                                                             |
| Lista systemów punktacji Formuły 1                                    | |

| Rok  | Zespół        | Wyniki w poszczególnych eliminacjach | Wyniki w poszczególnych eliminacjach | Wyniki w poszczególnych eliminacjach | Wyniki w poszczególnych eliminacjach | Wyniki w poszczególnych eliminacjach | Wyniki w poszczególnych eliminacjach | Wyniki w poszczególnych eliminacjach | Wyniki w poszczególnych eliminacjach | Wyniki w poszczególnych eliminacjach | Wyniki w poszczególnych eliminacjach | Wyniki w poszczególnych eliminacjach | Wyniki w poszczególnych eliminacjach | Wyniki w poszczególnych eliminacjach | Wyniki w poszczególnych eliminacjach | Wyniki w poszczególnych eliminacjach | Wyniki w poszczególnych eliminacjach | Wyniki w poszczególnych eliminacjach | Wyniki w poszczególnych eliminacjach | Punkty | Pozycja |
| ---- | ------------- | ------------------------------------ | ------------------------------------ | ------------------------------------ | ------------------------------------ | ------------------------------------ | ------------------------------------ | ------------------------------------ | ------------------------------------ | ------------------------------------ | ------------------------------------ | ------------------------------------ | ------------------------------------ | ------------------------------------ | ------------------------------------ | ------------------------------------ | ------------------------------------ | ------------------------------------ | ------------------------------------ | ------ | ------- |
| 2015 | Campos Racing | ESP                                  | ESP                                  | AUT                                  | AUT                                  | GBR                                  | GBR                                  | HUN                                  | HUN                                  | BEL                                  | BEL                                  | ITA                                  | ITA                                  | RUS                                  | RUS                                  | BHR                                  | BHR                                  | ARE                                  | ARE                                  | 51     | 10      |
| 2015 | Campos Racing | 12                                   | 20                                   | 14                                   | NU                                   | NU                                   | 13                                   | 19                                   | 18                                   | 7                                    | 5                                    | 7                                    | 10                                   | 4                                    | 9                                    | NU                                   | 10                                   | 8                                    | 1                                    | 51     | 10      |
| 2016 | Campos Racing | ESP                                  | ESP                                  | AUT                                  | AUT                                  | GBR                                  | GBR                                  | HUN                                  | HUN                                  | GER                                  | GER                                  | BEL                                  | BEL                                  | ITA                                  | ITA                                  | MAL                                  | MAL                                  | ARE                                  | ARE                                  | 22     | 15      |
| 2016 | Campos Racing | 19                                   | 14                                   | 16                                   | 11                                   | 10                                   | 2                                    | 11                                   | 14                                   | 16                                   | 19                                   | 13                                   | 11                                   | 11                                   | 7                                    | 14                                   | 19                                   | 10                                   | 5                                    | 22     | 15      |

### Podsumowanie
| Sezon | Seria                                         | Zespół                    | Wyścigi | Zwycięstwa | PP | NO | Podium | Punkty | Pozycja |
| ----- | --------------------------------------------- | ------------------------- | ------- | ---------- | -- | -- | ------ | ------ | ------- |
| 2014  | Euroformula Open Championship (edycja zimowa) | Campos Racing             | 1       | 0          | 0  | 0  | 0      | 0      | NS      |
| 2014  | Euroformula Open Championship                 | Campos Racing             | 16      | 3          | 3  | 3  | 11     | 242    | 3       |
| 2014  | Formuła 4 BRDC                                | Sean Walkinshaw Racing    | 3       | 0          | 0  | 0  | 0      | 48     | 23      |
| 2014  | Grand Prix Makau                              | Fortec Motorsports        | 1       | 0          | 0  | 0  | 0      | 0      | 16      |
| 2015  | Seria GP3                                     | Campos Racing             | 18      | 1          | 0  | 1  | 1      | 51     | 10      |
| 2015  | Północnoeuropejski Puchar Formuły Renault 2.0 | Inter Europol Competition | 0       | 0          | 0  | 0  | 0      | 0      | 44      |
| 2016  | Seria GP3                                     | Campos Racing             | 18      | 0          | 0  | 0  | 1      | 22     | 15      |
| 2016  | Ferrari Challenge Europe - Trofeo Pirelli     | Stile F Squadra Corse     | 2       | 1          | 2  | 1  | 2      | 39     | 7       |